# Jeff Okudah
Jeffrey Okudah (Grand Prairie, Texas, 2 de febrero de 1999) más conocido como Jeff Okudah, es un jugador profesional estadounidense de fútbol americano que se desempeña en la posición de cornerback en Atlanta Falcons, equipo de la National Football League (NFL).

## Carrera
Fue seleccionado en la primera ronda en la Reunión Anual de Selección de Jugadores de la NFL de 2020. Hizo su debut profesional con el equipo Detroit Lions, en el cual jugó tres temporadas (2020-2023), luego pasó a Atlanta Falcons, donde lleva jugando una temporada.